# Kostrbatec zelený
Kostrbatec zelený (Rhytidiadelphus squarrosus (Hedw.), Hylocomium squarrosum (Br.eur.) je rostlina z oddělení mechů, z řádu rokytotvaré. Tvoří husté tmavě zelené až hnědavé, rozlehlé polštářovité porosty, typického kostrbatého vzhledu. Podle zprávy Seznam a červený seznam mechorostů České republiky (2005) patří mezi neohrožené taxony (kategorie LC (Least concern)).

## Popis
Kostrbatec zelený je dosti statný mech dorůstající až 15 cm délky. Jeho lodyhy jsou polehavé nebo vystoupavé, zřídka přímé větve zčásti krátké a tupé, zčásti prodloužené a ztenčené, na špičce vlášenité. Lístky lodyh jsou slabě zúžené, žluté, vejčité báze kopinatě šídlovité, silně kostrbaté, žlábkovité, slabě řáskaté, špička pilovitá. Buňky lístků jsou hladké, na slabě vydutých křídlech volné, šestiboké. Žebro chybí, popřípadě je krátké a dvojité. Štět je nachové barvy, tobolka je vejčitá.

## Výskyt
Roste hojně v trávnících a na loukách. Běžný je v nížinách i předhořích. Obtočnový druh, evropský ubikvist.

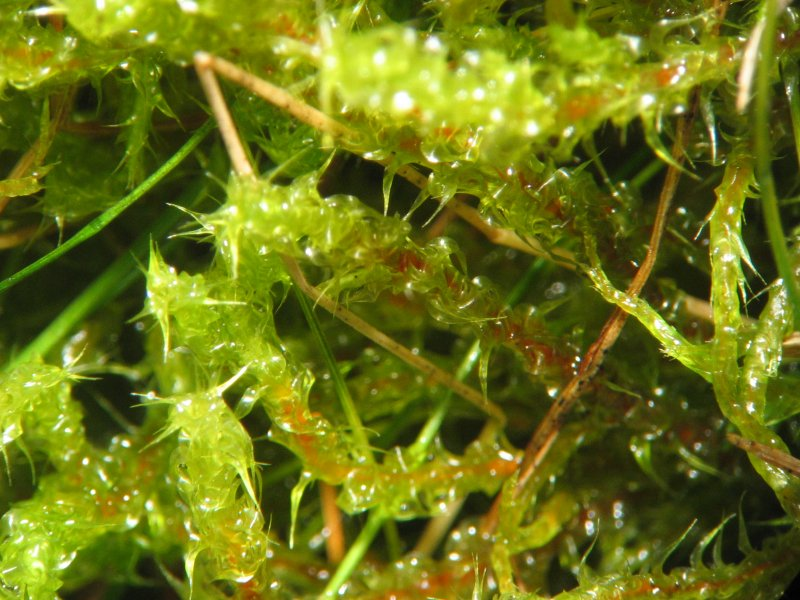
Kostrbatec zelený
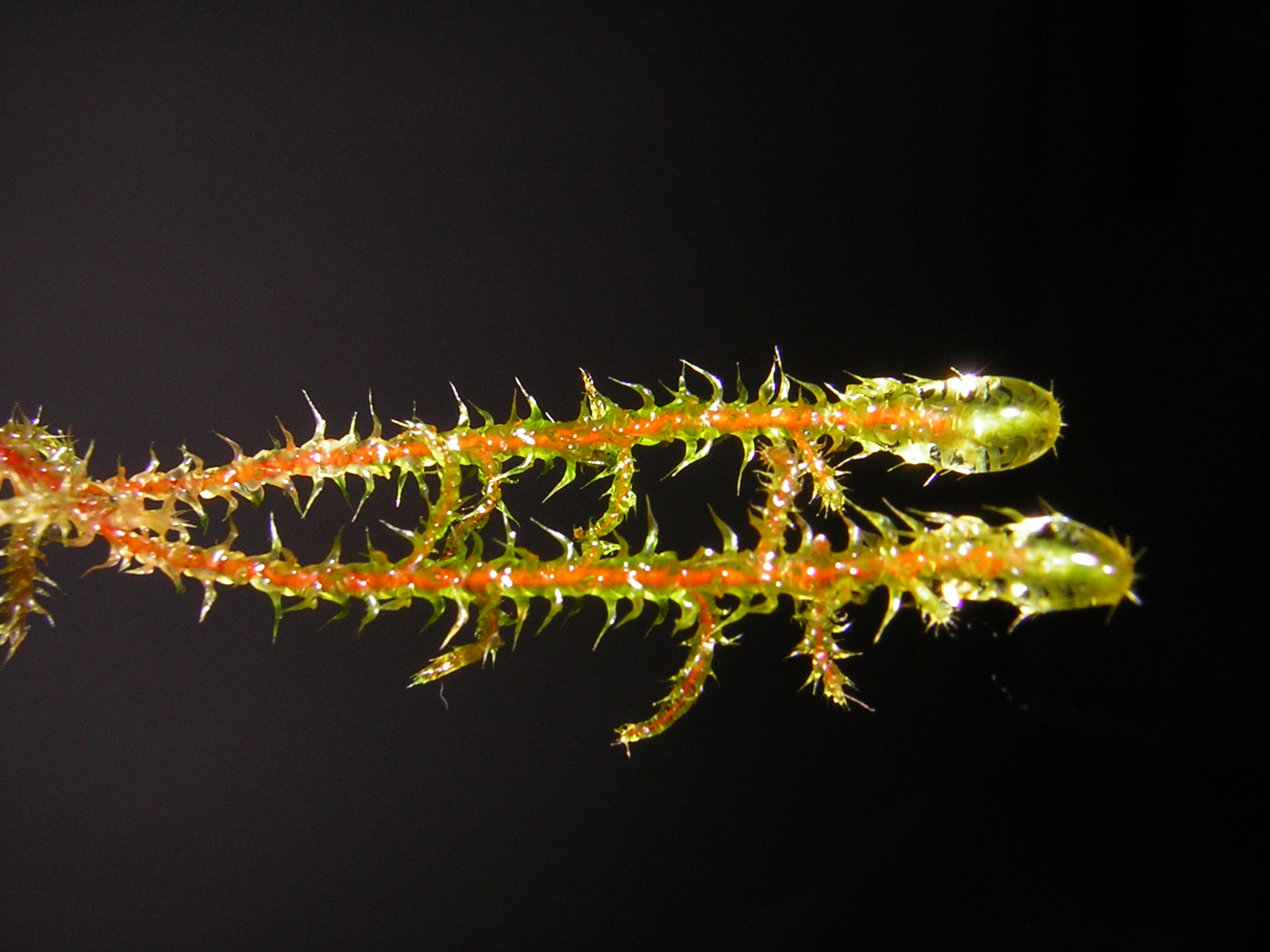
Detail prýtů kostrbatce zeleného